# Tursko Małe-Kolonia
Tursko Małe-Kolonia – kolonia w Polsce położona w województwie świętokrzyskim, w powiecie staszowskim, w gminie Połaniec.
W latach 1975–1998 miejscowość administracyjnie należała do województwa tarnobrzeskiego.
W latach 1867–1954 w granicach administracyjnych gminy Tursko (natenczas dzieliła się na: Tursko kolonię i Tursko Małe leśniczówkę); a w granicach obecnej gminy Połaniec dopiero od 1 stycznia 1973 roku po reaktywacji gmin w miejsce gromad.

## Demografia
Współczesna struktura demograficzna kolonii Tursko Małe-Kolonia na podstawie danych z lat 1995-2009 według roczników GUS, z prezentacją danych z 2002 roku:

| WYSZCZEGÓLNIENIE | WYSZCZEGÓLNIENIE | WYSZCZEGÓLNIENIE | WYSZCZEGÓLNIENIE | WYSZCZEGÓLNIENIE | J. m.       | POPULACJA MIESZKAŃCÓW (w przedziałach wiekowych w 2002 roku) | POPULACJA MIESZKAŃCÓW (w przedziałach wiekowych w 2002 roku) | POPULACJA MIESZKAŃCÓW (w przedziałach wiekowych w 2002 roku) | POPULACJA MIESZKAŃCÓW (w przedziałach wiekowych w 2002 roku) | POPULACJA MIESZKAŃCÓW (w przedziałach wiekowych w 2002 roku) | POPULACJA MIESZKAŃCÓW (w przedziałach wiekowych w 2002 roku) | POPULACJA MIESZKAŃCÓW (w przedziałach wiekowych w 2002 roku) | POPULACJA MIESZKAŃCÓW (w przedziałach wiekowych w 2002 roku) | POPULACJA MIESZKAŃCÓW (w przedziałach wiekowych w 2002 roku) | POPULACJA MIESZKAŃCÓW (w przedziałach wiekowych w 2002 roku) |
| WYSZCZEGÓLNIENIE | WYSZCZEGÓLNIENIE | WYSZCZEGÓLNIENIE | WYSZCZEGÓLNIENIE | WYSZCZEGÓLNIENIE | J. m.       | OGÓŁEM                                                       | 0-9                                                          | 10-19                                                        | 20-29                                                        | 30-39                                                        | 40-49                                                        | 50-59                                                        | 60-69                                                        | 70-79                                                        | 80+                                                          |
| ---------------- | ---------------- | ---------------- | ---------------- | ---------------- | ----------- | ------------------------------------------------------------ | ------------------------------------------------------------ | ------------------------------------------------------------ | ------------------------------------------------------------ | ------------------------------------------------------------ | ------------------------------------------------------------ | ------------------------------------------------------------ | ------------------------------------------------------------ | ------------------------------------------------------------ | ------------------------------------------------------------ |
| I.               | OGÓŁEM           | OGÓŁEM           | OGÓŁEM           | OGÓŁEM           | os.         | 147                                                          | 21                                                           | 18                                                           | 20                                                           | 20                                                           | 20                                                           | 21                                                           | 11                                                           | 14                                                           | 2                                                            |
| I.               | –                | odsetek          | odsetek          | odsetek          | %           | 100                                                          | 14,3                                                         | 12,2                                                         | 13,6                                                         | 13,6                                                         | 13,6                                                         | 14,3                                                         | 7,5                                                          | 9,5                                                          | 1,4                                                          |
| I.               | 1.               | WEDŁUG PŁCI      | WEDŁUG PŁCI      | WEDŁUG PŁCI      | WEDŁUG PŁCI | WEDŁUG PŁCI                                                  | WEDŁUG PŁCI                                                  | WEDŁUG PŁCI                                                  | WEDŁUG PŁCI                                                  | WEDŁUG PŁCI                                                  | WEDŁUG PŁCI                                                  | WEDŁUG PŁCI                                                  | WEDŁUG PŁCI                                                  | WEDŁUG PŁCI                                                  | WEDŁUG PŁCI                                                  |
| I.               | 1.               | A.               | Mężczyzn         | Mężczyzn         | os.         | 76                                                           | 10                                                           | 8                                                            | 10                                                           | 12                                                           | 14                                                           | 10                                                           | 6                                                            | 6                                                            | –                                                            |
| I.               | 1.               | A.               | –                | odsetek          | %           | 51,7                                                         | 6,8                                                          | 5,4                                                          | 6,8                                                          | 8,2                                                          | 9,5                                                          | 6,8                                                          | 4,1                                                          | 4,1                                                          | –                                                            |
| I.               | 1.               | B.               | Kobiet           | Kobiet           | os.         | 71                                                           | 11                                                           | 10                                                           | 10                                                           | 8                                                            | 6                                                            | 11                                                           | 5                                                            | 8                                                            | 2                                                            |
| I.               | 1.               | B.               | –                | odsetek          | %           | 48,3                                                         | 7,5                                                          | 6,8                                                          | 6,8                                                          | 5,4                                                          | 4,1                                                          | 7,5                                                          | 3,4                                                          | 5,4                                                          | 1,4                                                          |

Rysunek 1.1 Piramida populacji – struktura płci i wieku kolonii
| I. | OGÓŁEM | OGÓŁEM  | OGÓŁEM            | OGÓŁEM            | OGÓŁEM            | os.     | 147     | 76      | 71      |         |         |         |         |         |         |         |         |         |         |         |
| I. | –      | odsetek | odsetek           | odsetek           | odsetek           | %       | 100     | 51,7    | 48,3    |         |         |         |         |         |         |         |         |         |         |         |
| I. | 1.     | W WIEKU | W WIEKU           | W WIEKU           | W WIEKU           | W WIEKU | W WIEKU | W WIEKU | W WIEKU | W WIEKU | W WIEKU | W WIEKU | W WIEKU | W WIEKU | W WIEKU | W WIEKU | W WIEKU | W WIEKU | W WIEKU | W WIEKU |
| I. | 1.     | A.      | Przedprodukcyjnym | Przedprodukcyjnym | Przedprodukcyjnym | os.     | 34      | 17      | 17      |         |         |         |         |         |         |         |         |         |         |         |
| I. | 1.     | A.      | –                 | odsetek           | odsetek           | %       | 23,2    | 11,6    | 11,6    |         |         |         |         |         |         |         |         |         |         |         |
| I. | 1.     | B.      | Produkcyjnym      | Produkcyjnym      | Produkcyjnym      | os.     | 90      | 51      | 39      |         |         |         |         |         |         |         |         |         |         |         |
| I. | 1.     | B.      | –                 | odsetek           | odsetek           | %       | 61,2    | 34,7    | 26,5    |         |         |         |         |         |         |         |         |         |         |         |
| I. | 1.     | B.      | a.                | mobilnym          | mobilnym          | os.     | 54      | 29      | 25      |         |         |         |         |         |         |         |         |         |         |         |
| I. | 1.     | B.      | a.                | –                 | odsetek           | %       | 36,7    | 19,7    | 17      |         |         |         |         |         |         |         |         |         |         |         |
| I. | 1.     | B.      | b.                | niemobilnym       | niemobilnym       | os.     | 36      | 22      | 14      |         |         |         |         |         |         |         |         |         |         |         |
| I. | 1.     | B.      | b.                | –                 | odsetek           | %       | 24,5    | 15      | 9,5     |         |         |         |         |         |         |         |         |         |         |         |
| I. | 1.     | C.      | Poprodukcyjnym    | Poprodukcyjnym    | Poprodukcyjnym    | os.     | 23      | 8       | 15      |         |         |         |         |         |         |         |         |         |         |         |
| I. | 1.     | C.      | –                 | odsetek           | odsetek           | %       | 15,6    | 5,4     | 10,2    |         |         |         |         |         |         |         |         |         |         |         |

## Dawne części wsi – obiekty fizjograficzne
W latach 70. XX wieku przyporządkowano i opracowano spis lokalnych części integralnych dla Turska Małego, którego natenczas integralną częścią była Kolonia, która uzyskała w wyniku usamodzielnienia się jako osobna jednostka administracyjna nowy przydomek niezawarty w tabeli 1.
| Nazwa wsi – miasta        | Nazwy części wsi – miasta         | Nazwy obiektów fizjograficznych – charakter obiektu |
| ------------------------- | --------------------------------- | --- |
| I. Gromada TURSKO WIELKIE |                                   | |
| 1. Tursko Małe            | 1. Kolonia 2. Ogrody 3. Rugałówka | 1. Góry – pole 2. Karczmarówka – pole 3. Kolonia – pole, łąka 4. Kopaliny – pole, las 5. Ogrody – pole 6. Państwowe – pole, łąka 7. Pasterniki – łąki 8. Rugałówka – pole 9. Tarło – pole, pastwisko 10. Turski Las – las 11. Tursko Małe – gaj 12. Zamczysko – las 13. Zwierzyniec – łąka 14. Żabno – pole, łąka, bagno |

## Literatura
1. Kaczmarek Leon (red. nauk. zeszytu), Taszycki Witold (red. nauk. wyd.): Urzędowe Nazwy miejscowości i obiektów fizjograficznych. 33. Powiat staszowski województwo kieleckie. Komisja ustalania nazw miejscowości i obiektów fizjograficznych (do użytku służbowego). Z: 33. Warszawa: Urząd Rady Ministrów. Biuro do Spraw Prezydiów Rad Narodowych, 1970. Brak numerów stron w książce